# 사랑이란
〈사랑이란〉은 대한민국의 가수 조영남의 노래이다. 1978년 《사랑이란》에 실린 노래로 당시 그 해 각종 가요 차트 1위를 기록했으며 MBC 10대 가수 가요제 최고인기가요상, 최고인기가수상, KBS 가요대상에서 본상을 수상하며 인기를 얻었다.
이 노래는 현재까지 8월의 마지막 날에 대한민국에서 흔히 애창되고 있으며, 걸스데이 이용 등 많은 가수들이 리메이크 하기도 했다.

## 같이 보기
- 조영남